# Bigamie
Bigamie (lat. bis „zweimal“ und gr. γάμος gamos „Ehe“) oder Doppelehe ist das Eingehen einer weiteren Ehe, bevor eine daneben schon bestehende Ehe aufgelöst worden ist. Personen, die eine solche zweifache Verbindung eingehen, nennt man Bigamisten.
Der Personenstand der Bigamie oder Polygamie wird juristisch als „Doppelehe“ bzw. „Vielehe“ bezeichnet. In westlichen Gesellschaften werden überwiegend Werte vertreten, die die Einehe (Monogamie) vorschreiben. In diesen Gesellschaften unterliegt die Bigamie daher einem gesetzlichen Eheverbot. 

## Geschichte
- Für die Geschichte der Reformation bedeutend war 1540 die Doppelehe Philipps von Hessen.
- Der Bigamie-Prozess gegen Elizabeth Chudleigh 1776 arbeitete den gesellschaftlichen Skandal auf, dass sie vor ihrer Heirat mit dem Duke of Kingston bereits den Earl of Bristol geheiratet und dies juristisch unterdrückt hatte.

## Deutschland
In Deutschland ist die Doppelehe oder Vielehe nach § 1306 BGB verboten. Die zweite Ehe wird aber gleichwohl als rechtlich wirksam behandelt, solange sie nicht durch Urteil des Familiengerichtes aufgehoben wurde (§§ 1313 und 1314 BGB).
Die Eingehung einer bigamischen Ehe ist als Vergehen gegen den Personenstand nach § 172 StGB strafbar.
Zum 26. November 2015 wurde auch die Abgabe der Erklärung zum Eingehen einer eingetragenen Lebenspartnerschaft neben einer Ehe oder einer anderen eingetragenen Lebenspartnerschaft strafbar (Ergänzung des § 172 StGB; durch Einführung der gleichgeschlechtlichen Ehe zum 1. Oktober 2017 ist die Änderung nur noch dann praktisch relevant, wenn neben einer noch bestehenden Lebenspartnerschaft eine Ehe mit einer dritten Person geschlossen wird).
Strafrechtlich verantwortliche Täter des § 172 StGB können nur die Eheleute bzw. die Lebenspartner sein (als Teilnahme an der Tat kommt z. B. die Beihilfe des Standesbeamten in Betracht), die zumindest billigend in Kauf nehmen, dass die andere Ehe bzw. Lebenspartnerschaft noch besteht. Die Straftat wird vollendet durch die Beurkundung des Standesbeamten, durch die die zweite Ehe formal gültig wird.
Der § 172 StGB ist in der Praxis unbedeutend (nur zwei Verurteilungen 2021), verfassungsrechtlich ist er über den Schutz des Familienstandes nach Art. 6 Grundgesetz zu rechtfertigen.
Vermieden werden soll das Bestehen mehrerer formal gültiger Ehen.
Im Rahmen des Internationalen Privatrechts (internationales Familienrecht) wird allerdings ein Bestehen von Mehrfachehen nicht als Verstoß gegen den ordre public nach Art. 6 EGBGB angesehen, wenn die zweite Ehe von einem Ausländer in einem Land, in dem Vielehe erlaubt ist, geschlossen wurde.
Im Bereich der stellvertretenden Strafrechtspflege (§ 7 Abs. 2 S. 2 StGB) ist das Eingehen einer Doppelehe im Ausland nur dann in Deutschland strafbar, wenn auch das örtliche Strafrecht eine Doppelehe unter Strafe stellt.
Problematisch wird das Verbot, wenn ein Ehegatte irrtümlich für tot erklärt wurde und der andere eine neue Ehe eingeht. Zivilrechtlich wird die frühere Ehe damit nach § 1319 Abs. 2 BGB aufgelöst, wenn mindestens einer der Eheleute der neuen Ehe gutgläubig ist. Strafrechtlich soll aber § 172 StGB nach herrschender Meinung anwendbar sein (wobei aber beim Gutgläubigen Tatbestandsirrtum vorliegt).

## Österreich und Schweiz
In Österreich (§ 192 StGB) und der Schweiz (Art. 215 StGB) ist Bigamie ebenfalls strafbar.

## Bigamie im Film
- The Bigamist (1953), Regie: Ida Lupino
- Vor Gott und den Menschen (1955), deutscher Spielfilm, Regie: Erich Engel, mit Antje Weisgerber, Victor de Kowa und Hans Söhnker